# さよならのあとで
「さよならのあとで」はジャッキー吉川とブルー・コメッツの楽曲である。
1968年10月に、コロムビアの洋楽レーベル『L盤』より発売された。ブルー・コメッツが「脱GS宣言」を行った後の初のシングル盤。橋本淳作詞、筒美京平作曲・編曲。

## 解説
一番若い三原綱木をメインボーカルに据え、それに井上忠夫のボーカルが絡む形になっている。井上は曲の最後にセリフも入れている。
オリコンのヒットチャートで最高で3位を記録、当時レコードの売れ行きが鈍っていた同グループにとって久しぶりのヒット作となった。
後年のグループ・サウンズ史においては『GS歌謡曲化の尖兵』と位置付けられ、ある種の「戦犯」のような扱いを受けることも少なくない。「問題の曲」「これ（本作）以降ブルコメをGSとして紹介するのが忍びない」などと、なかには糾弾するかのような言い方もある。
この路線転向に関して、後年ブルー・コメッツの元メンバーは「ブルー・コメッツはGSばかりにカテゴライズされるものではない。エレキサウンドが流行った頃は『エレキバンド』と言われ、その前にフォークが流行った頃は『フォークグループ』と言われてきた。時代によって呼ばれ方や捉え方が違っていたのだから」と語っている。
なおこの作品より、日本コロムビアからCBSレーベルが離脱（正確には1967年6月末を以っての米コロムビアとの提携終了、ならびに1968年6月末をもっての原盤契約終了）したため、「（洋楽レーベルとしての）COLUMBIA」（L盤）の日本ローカル盤からのリリースとなった。
本作は中身こそ歌謡曲だが、レコードの分類上はポピュラーソングに属する形のため、当時のコロムビアのラジオ番組「L盤アワー」では、「サイモン・セッズ（Simon Says）」や「グリーン・タンブリン（Green Tambourine）」といったコロムビアから発売された洋楽と並んで、本作「さよならのあとで」が紹介されていた。

## 収録曲
※両曲とも作詞:橋本淳／編曲:筒美京平
| #         | タイトル             | 作詞      | 作曲     | 時間 |
| --------- | -------------------- | --------- | -------- | ---- |
| 1.        | 「さよならのあとで」 |           | 筒美京平 | 2:43 |
| 2.        | 「小さな秘密」       |           | 高橋健二 | 2:14 |
| 合計時間: | 合計時間:            | 合計時間: | 4:57     |      |

## 収録アルバム
- ベスト・オブ・ブルー・コメッツ (#1)
- スター・ダブル・デラックス / ジャッキー吉川とブルー・コメッツ (#1)
- ゴールデン・スター・ワイド・デラックス / ジャッキー吉川とブルー・コメッツ (#1)
- ジャッキー吉川とブルー・コメッツ・ベスト (#1)
- THE TALES OF BLUE COMETS PAST MASTERS 1965 - 1972 (#1)
- THE TALES OF BLUE COMETS PAST MASTERS BOX 1965 - 1972 (#1、#2)
- ジャッキー吉川とブルー・コメッツ ゴールデン☆ベスト (DISC-1・#19)

## カバー
- 沢たまき（1975年） - アルバム『夜のためいき』収録。
- 角川博（1989年） - アルバム『雨の赤坂〜流行歌Vol.2』収録。

## コラボレーション
- 綱木&真里（2014年） - シングル「52階のスカイクラブ」のカップリング曲として収録。

三原綱木と杉真里によるデュエット・シングル。